# Pierre Jonquères d'Oriola
Pierre Jonquères d'Oriola (Corneilla-del-Vercol, 1 februari 1920 – Corneilla-del-Vercol, 19 juli 2011) was een Franse springruiter en wijnbouwer. Hij nam aan vijf Olympische Zomerspelen deel en werd tweemaal olympisch kampioen op het individueel springconcours, in 1952 en 1964. Zijn gouden medaille van 1964 was de enige voor Frankrijk, en ze werd pas op de laatste dag van de Spelen behaald. Met het Franse team won hij ook twee zilveren medailles, in 1964 en 1968. In 1966 werd hij in Buenos Aires wereldkampioen jumping.
Hij behaalde meer dan 500 overwinningen in zijn carrière, die ongeveer 25 jaar duurde.
Pierre Jonquères d'Oriola werd door de Franse overheid benoemd tot Officier in het Legioen van Eer. Na zijn sportieve carrière werd hij wijnbouwer in zijn geboorteplaats. Hij stierf op 91-jarige leeftijd op zijn wijngoed in het zuiden van Frankrijk.
Zijn neef Christian d'Oriola veroverde vier olympische titels in het schermen. Een andere neef, Guy Jonquères d'Oriola, is ook een springruiter met een eigen paardenstal in Les Bréviaires, niet ver van Parijs.

## Prestaties
- Olympische Spelen:
  - 1952 in Helsinki:  individueel met Ali Baba
  - 1964 in Tokio:  individueel met Lutteur B en  per ploeg
  - 1968 in Mexico City:  per ploeg
- 1966: Wereldkampioenschap individueel met Pomone B
- Verder o.m. winnaar van de Grote Prijs van Aken (1971).